# Homalonychus
Homalonychus  (лат.) — род пауков семейства Homalonychidae, включающий всего три вида.
Не плетут паутину. Живут, как правило, под камнями или мертвой растительностью. Североамериканские виды обитают в пустынях, имеют маскирующую окраску и снабжены щетинками, позволяющими закреплять на себе песок и кусочки почвы. Умеют закапываться.

## Распространение
Два вида встречаются в южной части США и Мексике . H. theologus встречается в основном к западу от реки Колорадо, H. selenopoides в основном на востоке, небольшая популяция найдена в Долине Смерти и вблизи Меркьюри, штат Невада.

## Виды
- Homalonychus raghavai Patel & Reddy, 1991 (Индия)
- Homalonychus selenopoides Marx, 1891 (США, Мексика)
- Homalonychus theologus Chamberlin, 1924 (США, Мексика)[2]